# Josef Reichl-Fickl
Josef Reichl-Fickl, též Josef Reichel-Fickl (1810 – 16. srpna 1876 Osek), byl rakouský politik německé národnosti z Čech, během revolučního roku 1848 poslanec Říšského sněmu.

## Biografie
Roku 1849 se uvádí jako Joseph Reichel Fickel, majitel nemovitostí v Kreutzendorfu. Byl mlynářem v Domaslavicích (Deutzendorf).
Během revolučního roku 1848 se zapojil do veřejného dění. Ve volbách roku 1848 byl zvolen na ústavodárný Říšský sněm. Zastupoval volební obvod Teplice. Tehdy se uváděl coby majitel mlýna. Řadil se k sněmovní levici.
Zemřel v srpnu 1876. Působil jako starosta Oseku u Teplic. Byl pohřben za velké účasti veřejnosti.